# Johan III van Kleef
Johan III van Kleef bijgenaamd de Vredelievende (10 november 1490 – 6 februari 1539) was van 1511 tot aan zijn dood hertog van Gulik en Berg en van 1521 tot aan zijn dood hertog van Kleef. Hierdoor was hij vanaf 1521 de eerste hertog van de Verenigde hertogdommen Gulik-Kleef-Berg. Hij behoorde tot het huis Van der Mark.

## Levensloop
Johan III was de zoon van hertog Johan II van Kleef uit diens huwelijk met Mathilde, dochter van landgraaf Hendrik III van Opper-Hessen.
Op zesjarige leeftijd werd hij door zijn ouders verloofd met Maria (1491-1543), dochter van hertog Willem II van Gulik-Berg. Veertien jaar later, in 1510, vond hun huwelijk, dat als bijnaam de Kleefse Unie kreeg, plaats in Düsseldorf. Na de dood van zijn schoonvader in 1511 werd Johan hertog van Gulik, hertog van Berg en graaf van Ravensberg. In 1521 erfde hij van zijn vader ook het hertogdom Kleef en het graafschap Mark, wat tot het ontstaan van de verenigde hertogdommen Gulik-Kleef-Berg leidde. Op die manier werd hij een van de machtigste vorsten in het westen van Duitsland. Ook voerde Johan de titel van graaf van Katzenelnbogen, aangezien hij via zijn moeder Mathilde een achterkleinzoon van de laatst regerende graaf Filips I van Katzenelnbogen was.
Tijdens de Reformatie koos Johan een neutrale weg en probeerde hij het midden te houden tussen het lutheranisme en het katholicisme. Een van zijn belangrijkste adviseurs was de humanist Konrad Heresbach.
In februari 1539 overleed hij op 48-jarige leeftijd.

## Nakomelingen
Johan III en zijn echtgenote Maria kregen vier kinderen:
- Sibylla (1512-1554), huwde in 1526 met keurvorst Johan Frederik I van Saksen
- Anna (1515-1557), huwde in 1540 met koning Hendrik VIII van Engeland
- Willem V (1516-1592), hertog van Gulik-Berg-Kleef
- Amalia (1517-1586)